# KDStV Ripuaria Bonn
Die Katholische Deutsche Studentenverbindung Ripuaria (KDStV Ripuaria) zu Bonn im CV ist eine 1863 gegründete nichtschlagende, katholische, deutsche Studentenverbindung, die dem Cartellverband (CV) angehört. Die satzungsmäßigen Ziele der Verbindung sind, christliches Gedankengut zu fördern, die Mitglieder zu ernstlicher wissenschaftlicher Arbeit anzuhalten und das gesellschaftliche Leben zu pflegen. Die Verbindung verfolgt keine politischen Ziele. Die Mitglieder werden Bonner Ripuaren genannt.

## Geschichte

### Gründungszeit
Die KDStV Ripuaria ist eine akademische Gemeinschaft an der Rheinischen Friedrich-Wilhelms-Universität Bonn. Sie wurde am 22. April 1863 von sieben Theologiestudenten in Bonn-Kessenich als homiletischer Theologenverein gegründet und war von Anfang an tief in der Tradition des katholischen Rheinlands verwurzelt. Anfangs war Ripuaria nur Studenten der Theologie vorbehalten. Im Zuge der Wiedereröffnung des Erzbischöflichen Konvikts Collegium Albertinum wurde Ripuaria zum katholischen Studentenverein umgestaltet, wodurch Studenten aller Fakultäten die Möglichkeit eröffnet wurde Ripuaria beizutreten. Bei der Universitätsleitung wurden unter dem Namen Rhenania die rheinischen Burschenfarben blau-weiß-rot und die Fuchsenfarben weiß-blau-weiß beantragt.
Damit waren sämtliche beantragten Insignien die gleichen wie die des älteren, damals aber suspendierten, Kösener Corps Rhenania Bonn. Die Universitätsleitung machte es daher zur Auflage, sich einen anderen Namen zuzulegen. Daher nannte man sich fortan Ripuaria Bonn.

Bonner Ripuaren Couleurkarte

### Verbandsgründung und Beitritt zum Cartellverband
Ripuaria Bonn ist mit der Gründung im Jahre 1863 die siebtälteste Verbindung im Cartellverband, trägt aber in der verbandsinternen Reihenfolge der Cartellverbindungen die Nummer 42, da es aufgrund des Singularitätsprinzips des Verbandes erst 1905 möglich war beizutreten. Daher gründete die Ripuaria mit der KDStV Gothia Würzburg den Verband Katholischer Studentenvereine (VKSt), zu dem unter anderem ihre Tochterverbindungen Arminia Münster und Burgundia München gehörten. Arminia war bis zu ihrer Auflösung Anfang des 21. Jahrhunderts in Münster ansässig, Burgundia hat ihren Sitz in München. Der jeweilige Senior der Ripuaria trägt das ehemalige Ehrenband der Arminia Münster als Amtsband.
1905 schloss sich Ripuaria dem Cartellverband (CV) an und musste den Bandfarben einen weißen Vorstoß verpassen, da diese mit den Farben der VKDSt Rhenania Marburg kollidierten. Das Bonner Ripuarenband hat eine silberne Percussion.

### NS-Zeit und Wiedergründung
Während der NS-Zeit war Ripuaria eine der wenigen Verbindungen innerhalb des CV, die sich bis zuletzt treu im katholischen Glauben zu ihren Prinzipien bekannte, sich vehement gegen Gleichschaltung und nationalsozialistisches Gedankengut verwehrte und erst durch den Hess- und Himmler-Erlass zwangsaufgelöst wurde. Auf der entscheidenden Cartellversammlung stimmte sie dafür, eher mit ihren Prinzipien unterzugehen als diese aufzugeben. 1938 beschlagnahmte die Gestapo den gesamten Besitz und das Verbindungshaus, ein ehemaliges Offizierskasino von 1914, wurde zwangsverkauft. 
Zwar starben im Zweiten Weltkrieg viele Mitglieder, aber Ripuaria konnte das Verbindungsleben 1947 wieder aufnehmen. Am 18. Juni 1953 wurde ein Freundschaftsabkommen mit der Theologenverbindung V.k.Th. Burgundia im Collegium Albertinum abgeschlossen, das bis heute Bestand hat. Das heutige Ripuarenhaus, ein großherrschaftliches Privathaus erbaut um 1880, wurde 1957 erworben und liegt auf der Meckenheimer Allee in Bonn-Poppelsdorf.

### Neuzeit
Nicht zuletzt aufgrund der festen katholischen Überzeugung konnte Ripuaria im Jahre 2000 den damals letzten Überlebenden des Hitler-Attentates vom 20. Juli 1944, Philipp Freiherr von Boeselager, als Ehrenmitglied gewinnen. Auf dem Festkommers des 140. Stiftungsfestes der Ripuaria Bonn im Kursaal von Bad Honnef hielt Philipp Freiherr von Boeselager einen bewegenden Vortrag über die damaligen Ereignisse, seine Erlebnisse und seine Bekanntschaft zu den Größen des deutschen Widerstands wie z. B. Henning v. Tresckow und Claus Graf Schenk v. Stauffenberg. Er schilderte, wie er als Kommandeur einer Reiterschwadron unter Einsatz seines Lebens von der Ostfront Richtung Berlin eilte, um Stauffenberg zu unterstützen und wie ihm während des Ritts sein Missale Romanum aus dem Sattel fiel und an einer Stelle aufschlug, die er für sich behielt, von der er aber sagte, dass er danach furchtlos seinen Ritt fortsetzte. Der weitere Inhalt dieses Vortrages und weitere Erinnerungen sind neben einigen Interviews mit der Frankfurter Allgemeinen Zeitung auch in zwei Büchern und als Hörbuch auf CD erschienen. Von ihm stammt auch das Zitat: „Die Überlebenden einer Tragödie sind niemals deren Helden!“ Er starb 2008 auf dem Familienstammsitz Burg Heimerzheim bei Bonn. Auf seiner Beerdigungsfeier in St. Laurentius Ahrweiler hielt Bundesverteidigungsminister Franz Josef Jung in Anwesenheit der Ehrenwache der Bundeswehr und der Chargierten Ripuariae die Trauerrede.
Die Festrede beim 150. Stiftungsfest der Ripuaria Bonn hielt Armin Laschet (KDStV Aenania München im CV), dem im Jahre 2014 das Bonner Ripuaren-Band verliehen wurde. Am 27. Juni 2017 wurde das Mitglied Armin Laschet im nordrhein-westfälischen Landtag zum CDU-Ministerpräsidenten des Landes Nordrhein-Westfalen gewählt.

## Bekannte Mitglieder

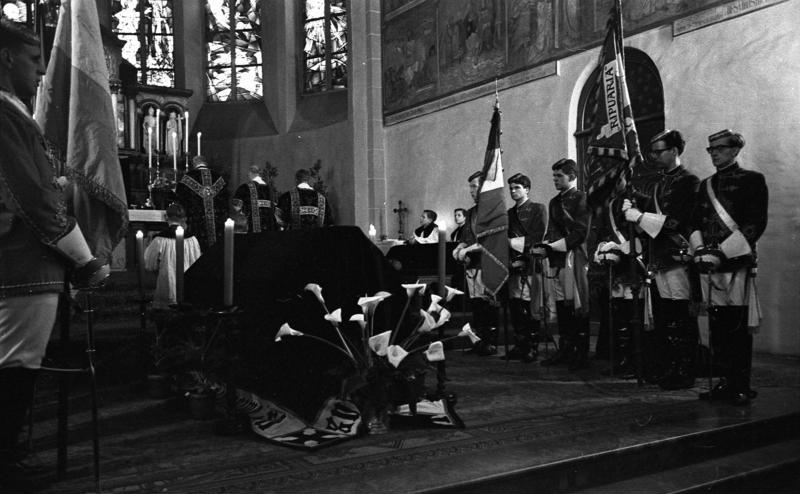
Chargierte der Ripuaria 1962 im Bonner Münster

- Corrado Kardinal Bafile (1903–2005), Apostolischer Nuntius in Deutschland, römischer Kurienkardinal, Ehrenmitglied
- Erich Bermel (1935–2017), Vorsitzender Richter am Bundesverwaltungsgericht
- Philipp Freiherr von Boeselager (1917–2008), Widerstandskämpfer des 20. Juli 1944, Ehrenmitglied
- Franz Rudolf Bornewasser (1866–1951), Bischof von Trier
- Joseph Braun (1857–1947), Theologe, Jesuit und Kunsthistoriker
- Heinz Brauweiler (1885–1976), Jurist, Schriftsteller und Leiter der politischen Abteilung des Frontsoldatenbundes Stahlhelm (1926–1930)
- Friedrich Diedrich (1935–2015), Theologe und Alttestamentler
- Johannes Dietlein (* 1963), Ordinarius für öffentliches Recht und Verwaltungslehre an der Heinrich-Heine-Universität Düsseldorf
- Josef van Eimern (1921–2008), Forst- und Agrarmeteorologe
- Gustav Ermecke (1907–1987), Moraltheologe und Sozialethiker, Ehrendomherr, Päpstlicher Ehrenprälat
- Anton von Euw (1934–2009), Mediävist, ehemaliger Konservator des Museum Schnütgen, apl. Professor der Universität Köln
- Walter Faßbender (1916–1972), Industrieller
- Michael Güntner (* 1973), Staatssekretär im Bundesministerium für Digitales und Verkehr (2019–2022), Vorsitzender der Geschäftsführung der Autobahn GmbH des Bundes
- Berthold Herrendorf (1964–2022), Professor of Economics at the W. P. Carey School of Business, Arizona State University
- Joseph Kardinal Höffner (1906–1987), Erzbischof von Köln, Kardinal, Ehrenmitglied
- Georg Wilhelm Kreutzberg (1932–2019), Neurophysiologe und Direktor am Max-Planck-Institut Martinsried
- Armin Laschet (* 1961), CDU-Ministerpräsident des Landes NRW 2017, NRW-Landesminister a. D. 2005–2010, Kanzlerkandidat der CDU 2021, Bandinhaber
- Peter Limbourg (1915–2015), Botschafter in Athen und Brüssel
- Karl Linz (* 1869; † im 20. Jahrhundert), Jurist, Vorsitzender des Deutschen Richterbundes, Senatspräsident beim Reichsgericht, Mitglied des Staatsgerichtshofs für das Deutsche Reich
- Paul Märzheuser (1924–2007), ehemaliger Präsident des MSV Duisburg
- Manfred Melzer (1944–2018), Weihbischof in Köln, Ehrenmitglied
- Joseph Müller (1845–1921), Weihbischof in Köln
- Jakob Schmitt (1865–1930), katholischer Theologe und Politiker (Zentrum), MdL Preußen
- Hans-Gerd Schütt (* 1958), ehemaliger Sport- und Olympiapfarrer
- Franz Steinbach (1895–1964), Historiker, Ehrenmitglied
- Wilhelm Stockums (1877–1956), Weihbischof in Köln
- Wilhelm Tegethoff (1901–1962), Polizeipräsident von Bonn
- Peter Tillmann (* 1973), Univ.-Professor für Volkswirtschaftslehre mit dem Schwerpunkt Monetäre Ökonomik an der Justus-Liebig-Universität Gießen
- Alexander Tschugguel (* 1993), Aktivist des konservativen politischen Lagers und des katholischen Traditionalismus
- Johannes Wieczorek (* 1963/1964), politischer Beamter (CDU)
- Helmut Zielinski (1944–2017), Theologe und Diplomat, Botschafter des Souveränen Malteserordens, Mitinitiator der Palliativmedizin und Hospizbewegung in Deutschland